# Metropolia Bari-Bitonto
Metropolia Bari-Bitonto – metropolia Kościoła łacińskiego we Włoszech, wchodząca w skład regionu kościelnego Apulia. Została ustanowiona w VI wieku, siedzibą metropolity jest Bari. Od 2021 urząd ten sprawuje abp Giuseppe Satriano.

## Diecezje
W skład metropolii wchodzą dwie archidiecezje i cztery diecezje: 
- Archidiecezja Bari-Bitonto
- Archidiecezja Trani-Barletta-Bisceglie
- Diecezja Altamura-Gravina-Acquaviva delle Fonti
- Diecezja Andria
- Diecezja Conversano-Monopoli
- Diecezja Molfetta-Ruvo-Giovinazzo-Terlizzi